# Anthopleura anneae
Anthopleura anneae is een zeeanemonensoort uit de familie Actiniidae.
Anthopleura anneae is voor het eerst wetenschappelijk beschreven door Carlgren in 1940.